# Aminopeptidaza
Aminopeptidaze so znotrajcelične eksopeptidaze, ki odcepljajo aminokisline z aminskega konca polipeptida. Nahajamo jih v citosolu oin v celičnih organelih (mitohondrij, kloroplast, lizosom), pa tudi v membranskih strukturah. Prisotne so v številnih rastlinskih in živalskih vrstah; ker sodelujejo v osnovnih celičnih procesih tako anabolizma kot katabolizma in so pomembne pri stresnem odzivu, jih je mogoče najti v vseh organih in na vseh stopnjah razvoja; pri rastlinah so navadno najbolj izražene v kličnih listih in kalčkih, saj imajo pomembno vlogo pri njihovem razvoju in obrambi. 
Nekatere aminopeptidaze so monomerne, druge so sestavljene iz do okoli 50 kDa velikih podenot. Specifične so tudi glede optimalnega pH. Ugotovljena aminokislinska zaporedja kažejo, da nekatere aminopeptidaze ohranjajo zelo konservativno zaporedje (zaporedja bakterij in sesalcev se le malenkost razlikujejo), zlasti tiste s katalitično aktivnostjo ali zmožnostjo ionske vezave.
Glede na katalitične tipe aminopeptidaze delimo v tri skupine:
- serinske aminopeptidaze (nepovratni zaviralec (inhibitor) je PMSF)
- cisteinske aminopeptidaze (nepovratni zaviralec je jodacetamid)
- metaloproteinaze (zaviralci so kelatorji, npr. EDTA)

Ugotavljamo jih lahko s cimografskimi metodami s fluorogenim substratom L-(aminokislina)-7-amido-4-metilkumarin (AK-AMC), pri čemer različne aminokisline v substratu odcepljajo aminopetidaze s specifično afiniteto do le-teh, npr. alaninske (substrat Ala-AMC), fenilalaninske (substrat Phe-AMC) ali argininske (substrat benzoil-Arg-AMC), ostane pa AMC, ki fluorescira pri λ = 430 nm. 
Med najpogostejše aminopeptidaze sodijo cinkove metaloproteinaze. Eno takšnih pomembnih aminopeptidaz izločajo prebavne žleze tankega črevesa – sodeluje pri razgradnji beljakovin. Poznane so še manganove, kobaltove, bakrove in nikljeve metaloproteinaze; čeprav za svoje delovanje potrebujejo kovinski ion, jih ti v preveliki koncentraciji inhibirajo. 